# Saivo (Karesuando socken, Lappland, 759456-175935)
Saivo är en sjö i Kiruna kommun i Lappland och ingår i Torneälvens huvudavrinningsområde. Sjön har en area på 0,069 kvadratkilometer och ligger 345,1 meter över havet. Saivo ligger i Torne och Kalix älvsystem Natura 2000-område. Sjön avvattnas av vattendraget Salvojoki.

## Delavrinningsområde
Saivo ingår i det delavrinningsområde (759279-175746) som SMHI kallar för Utloppet av Ruoksujärvi. Medelhöjden är 362 meter över havet och ytan är 14,81 kvadratkilometer. Det finns ett avrinningsområde uppströms, och räknas det in blir den ackumulerade arean 23,3 kvadratkilometer. Salvojoki som avvattnar avrinningsområdet har biflödesordning 4, vilket innebär att vattnet flödar genom totalt 4 vattendrag innan det når havet efter 455 kilometer. Avrinningsområdet består mestadels av skog (58 procent) och sankmarker (40 procent). Avrinningsområdet har 0,35 kvadratkilometer vattenytor vilket ger det en sjöprocent på 2,4 procent.